# 1979-es Formula–1 kanadai nagydíj
A kanadai nagydíj volt az 1979-es Formula–1 világbajnokság tizennegyedik futama.

## Futam
Niki Lauda a kanadai nagydíjon bejelentette visszavonulását, akit Bernie Ecclestone az argentin Ricardo Zuninóval helyettesített. Az időmérésen Alan Jones szerezte meg a pole-t a hazai közönség előtt versenyző Villeneuve, Regazzoni és Piquet előtt. A rajtnál Villeneuve átvette a vezetést Jones előtt, míg Piquet megelőzte Regazzonit a harmadik helyért. Jones a verseny elején szorosan követte Villeneuve-öt, majd a hajtűkanyarban meg is előzte. A két autó kerekei összeértek, de nem sérültek meg, Jones ezután megtartotta a vezetést a befutóig, és győzött a kanadai előtt. Nelson Piquet a harmadik helyen haladt, de az utolsó körökben visszaesett Regazzoni mögé, majd váltóhiba miatt kiesett. Scheckter negyedik, Pironi ötödik, Watson hatodik lett.
| Helyezés | #  | Versenyző             | Csapat/Motor    | Körök | Idő/Kiesés oka      | Rajthely | Pontszám |
| -------- | -- | --------------------- | --------------- | ----- | ------------------- | -------- | -------- |
| 1        | 27 | Alan Jones            | Williams-Ford   | 72    | 1:52:06,892         | 1        | 9        |
| 2        | 12 | Gilles Villeneuve     | Ferrari         | 72    | +1,080              | 2        | 6        |
| 3        | 28 | Clay Regazzoni        | Williams-Ford   | 72    | +1:13,656           | 3        | 4        |
| 4        | 11 | Jody Scheckter        | Ferrari         | 71    | +1 kör              | 9        | 3        |
| 5        | 3  | Didier Pironi         | Tyrrell-Ford    | 71    | +1 kör              | 6        | 2        |
| 6        | 7  | John Watson           | McLaren-Ford    | 70    | +2 kör              | 17       | 1        |
| 7        | 5  | Ricardo Zunino        | Brabham-Ford    | 68    | +4 kör              | 17       |          |
| 8        | 14 | Emerson Fittipaldi    | Fittipaldi-Ford | 67    | +5 kör              | 15       |          |
| 9        | 17 | Jan Lammers           | Shadow-Ford     | 67    | +5 kör              | 21       |          |
| 10       | 1  | Mario Andretti        | Lotus-Ford      | 66    | Kifogyott üzemanyag | 10       |          |
| Kiesett  | 6  | Nelson Piquet         | Brabham-Ford    | 61    | Váltó               | 4        |          |
| Kiesett  | 36 | Vittorio Brambilla    | Alfa Romeo      | 52    | Üzemanyagrendszer   | 18       |          |
| Kiesett  | 25 | Jacky Ickx            | Ligier-Ford     | 47    | Váltó               | 16       |          |
| Kiesett  | 4  | Jean-Pierre Jarier    | Tyrrell-Ford    | 33    | Motorhiba           | 13       |          |
| Kiesett  | 33 | Derek Daly            | Tyrrell-Ford    | 28    | Motorhiba           | 24       |          |
| Kiesett  | 31 | Héctor Rebaque        | Rebaque-Ford    | 26    | Alváz               | 22       |          |
| Kiesett  | 15 | Jean-Pierre Jabouille | Renault         | 24    | Fék                 | 7        |          |
| Kiesett  | 18 | Elio de Angelis       | Shadow-Ford     | 24    | Gyújtás             | 23       |          |
| Kiesett  | 2  | Carlos Reutemann      | Lotus-Ford      | 23    | Felfüggesztés       | 11       |          |
| Kiesett  | 29 | Riccardo Patrese      | Arrows-Ford     | 20    | Kicsúszás           | 14       |          |
| Kiesett  | 8  | Patrick Tambay        | McLaren-Ford    | 19    | Motorhiba           | 20       |          |
| Kiesett  | 16 | René Arnoux           | Renault         | 14    | Baleset             | 8        |          |
| Kiesett  | 9  | Hans-Joachim Stuck    | ATS-Ford        | 14    | Baleset             | 12       |          |
| Kiesett  | 26 | Jacques Laffite       | Ligier-Ford     | 10    | Motorhiba           | 5        |          |
| NK       | 30 | Jochen Mass           | Arrows-Ford     |       |                     |          |          |
| NK       | 22 | Marc Surer            | Ensign-Ford     |       |                     |          |          |
| NK       | 20 | Keke Rosberg          | Wolf-Ford       |       |                     |          |          |
| NK       | 19 | Alex Ribeiro          | Fittipaldi-Ford |       |                     |          |          |
| NK       | 24 | Arturo Merzario       | Merzario-Ford   |       |                     |          |          |
| VI       | 5  | Niki Lauda            | Brabham-Ford    |       | Kiesés gyakorláskor |          |          |

## Statisztikák
Vezető helyen:
- Gilles Villeneuve: 50 (1-50)
- Alan Jones: 22 (51-72)

Alan Jones 5. győzelme, 2. pole-pozíciója, 2. leggyorsabb köre, 1. mesterhármasa (gy, pp, lk)
- Williams 5. győzelme.